# 斯洛博丹·約萬諾維奇
斯洛博丹·約萬諾維奇（1869年12月3日—1958年12月12日）是塞爾維亞的歷史學家、律師、哲學家、文學評論家和政治家，也是當時最傑出的知識分子之一。他曾是貝爾格萊德大學法學院的教授（1897年－1940年），貝爾格萊德大學的校長（1913年－1914年和1920－1921年）以及塞爾維亞皇家學院院長（1928年－1931年）。他以南斯拉夫政府的專家身份參加了1919年巴黎和會。

斯洛博丹·約萬諾維奇擔任副總理（1941年3月－1942年6月）和1942年1月－1943年6月在倫敦舉行的南斯拉夫皇家流亡政府總理。第二次世界大戰後，南斯拉夫的新共產主義當局缺席判處他入獄20年。斯洛博丹·約萬諾維奇在倫敦度過餘生。